# 中華民國駐馬拉威大使列表
本列表为中華民國驻马拉维历任大使名录。現已斷交。

## 歷史
- 1966年7月11日中华民国与马拉维建立大使級外交關係。

- 1966年8月12日中华民国政府在里朗威设立驻马拉维大使馆。

- 2008年1月14日中华民国与马拉维断交。[1]

## 歷任大使

### 中華民國驻马拉维共和国大使（1966年－2008年）
| 姓名   | 到任          | 離任          | 外交衔级 | 外交职务     | 備註 | 備註 |
| ------ | ------------- | ------------- | -------- | ------------ | ---- | ---- |
| 陳以源 | 1966年8月     | 1970年6月     | 大使     | 特命全权大使 |      |      |
| 趙金鏞 | 1970年6月     | 1981年2月     | 大使     | 特命全权大使 |      |      |
| 冯耀曾 | 1981年2月     | 1991年        | 大使     | 特命全权大使 |      |      |
| 石承仁 | 1991年12月    | 1999年3月8日  | 大使     | 特命全权大使 |      |      |
| 陳錫燦 | 1999年3月     | 2005年6月17日 | 大使     | 特命全权大使 |      |      |
| 莊訓鎧 | 2005年7月31日 | 2008年1月14日 | 大使     | 特命全权大使 |      |      |